# Harry Dodge
Harry Dodge (nascido em São Francisco, California em 1966) é um escultor, performer, professor e escritor estadunidense. Suas exposições individuais incluíram obras em Nova York, Los Angeles e Connecticut, enquanto suas exposições coletivas ocorreram no The New Museum, na Whitney Biennial, no Getty Museum e no Hammer Museum, entre outros. Ele recebeu uma bolsa Guggenheim em 2017 e é autor do livro My Meteorite: Or, Without the Random There Can Be No New Thing (2020). Mora e trabalha em Los Angeles, Califórnia. 

## Biografia
Dodge obteve o título de Mestre em Belas Artes em 2002 pela Milton Avery School of the Arts na Bard College. No início da década de 90, ajudou a fundar o espaço de performance comunitário de São Francisco, Red Dora's Bearded Lady Coffeehouse. Durante esse tempo, Dodge escreveu, dirigiu e apresentou várias performances em monólogos, incluindo Muddy Little River e From Where I'm Sitting (I Can Only Reach Your Ass).
No final da década de 90, Dodge co-escreveu (com Silas Howard), dirigiu, editou e estrelou um longa-metragem By Hook or By Crook, que estreou no Festival de Cinema de Sundance de 2002 e recebeu cinco prêmios de Melhor Longa-Metragem em vários festivais de cinema. Dodge também atuou no filme de John Waters de 2000, Cecil B. Demented.
Entre 2004 e 2008, enquanto continuava seus trabalhos solo, Dodge formou colaboração de produção de vídeo com a artista Stanya Kahn. Desde 2008, Dodge se concentra em produzir esculturas, desenhos, vídeos e artigos. Atualmente, Dodge leciona na Escola de Arte do Instituto de Artes da Califórnia (CalArts) e no programa de escultura da Escola de Artes Milton Avery do Bard College.
Dodge é casado com a autora Maggie Nelson, com quem tem dois filhos e a família reside em Los Angeles, Califórnia. O relacionamento ajudou a inspirar o romance autobiográfico Argonautas de Nelson, vencedor do National Book Critics Circle Award em 2015. 